# Salicornia pachystachya
Salicornia pachystachya är en amarantväxtart som beskrevs av Aleksandr Andrejevitj Bunge och Ung.-sternb. Salicornia pachystachya ingår i släktet glasörter, och familjen amarantväxter. Inga underarter finns listade i Catalogue of Life.